# Bergeslåttjärnen
Bergeslåttjärnen är en sjö i Ånge kommun i Medelpad som ingår i Ljungans huvudavrinningsområde.